# Alerte-Enlèvement

Logo von Alerte-Enlèvement

Das Dispositif Alerte-Enlèvement (frz. wörtlich Entführungsalarm) ist ein französischer Informationsplan für den Fall einer Kindesentführung. Es wurde im Februar 2006 eingeführt und basiert auf dem nordamerikanischen Amber Alert. Er beruht auf einer Vereinbarung zwischen dem Justizministerium und den Rundfunkanstalten, Verkehrsbetrieben, Autobahnbetreibern, Häfen, Flughäfen und Opferverbänden.

## Teilnehmer
Am Alerte-Enlèvement nehmen unter anderem teil:
- Fernsehsender: TF1, France Télévisions, Canal+, i>Télé, LCI, M6
- Radiostationen: Autoroute FM, Europe 1, NextRadio-Gruppe (RMC, BFM), NRJ, Radio France, RTL-Gruppe (RTL, RTL2 et Fun Radio), Skyrock
- Presseagentur: AFP
- Verkehrsbetriebe: RATP, SNCF
- Autobahnbetreiber: APRR, AREA, ASF, ASFA, ATMB, Cofiroute, Eiffage, ESCOTA, SANEF, SAPN, SFTRF, SMTPC

## Ablauf des Informationsplans

### Alarmauslösung
Der Alerte-Enlèvement-Plan wird durch den obersten französischen Staatsanwalt im Einvernehmen mit den Ermittlungsbehörden und dem Generalstaatsanwalt des Appellationsgericht und dem Justizministerium ausgelöst. Bedingungen für die Auslösung sind: eine Entführung und nicht das simple Verschwinden eines Kindes, die Gefahr für die physische Verfassung oder das Leben des Opfers, das Vorhandensein von Informationen über Verdächtige oder einen eventuellen Aufenthaltsort. Der Staatsanwalt informiert die Eltern, ihr Einverständnis ist allerdings nicht erforderlich.

### Meldung
Innerhalb der ersten drei Stunden nach Auslösung des Alarmplans sind alle teilnehmenden Organisationen angehalten, in regelmäßigen Abständen seriös über das Vorkommnis zu berichten, sodass kein Zweifel an der Richtigkeit der Meldung entstehen kann. Presseagenturen müssen für diesen Fall eine Depesche mit dem Schlagwort „dringend“ formulieren und bereitstellen. Sollte es innerhalb dieser Zeit zu einem Fund kommen, sind die Teilnehmer ebenfalls angehalten, dies zu vermelden.

### Verbreitung der Nachricht
Über die verschiedenen Informationskanäle wird die Meldung auf vielfältige Art weitergegeben. Die teilnehmenden Fernsehsender müssen alle fünfzehn Minuten ein Infoband mit dem Kerntext der Meldung einblenden, weiterhin sollen sie zwischen den Sendungen ein Foto der vermissten Person zeigen und die Nachricht auf ihre Internetseite stellen. Letzteres tun auch die Radiostationen, daneben soll alle fünfzehn Minuten der Kernext der Meldung im laufenden Programm wiederholt werden. Autobahnbetreiber können mittels Wechselverkehrszeichen, auf denen wegen der begrenzten Kapazität nur der Text ALERTE ENLEVEMENT : ecoutez radio dargestellt werden kann, die Autofahrer dazu auffordern, das Radio einzuschalten. Genauso geschieht es auf Bahnhöfen und Haltestellen, wo Passanten und Reisende mit einer Meldung angehalten werden, sich über den Fall zu informieren.